# Coloració de pel·lícula
La coloració de pel·lícula és qualsevol procés que afegeix color a les imatges en moviment en blanc i negre, sèpia o altres imatges monocrom en moviment. Es pot fer com un efecte especial, per "modernitzar" pel·lícules en blanc i negre, o per restaurar pel·lícules en color. Els primers exemples daten de principis del segle xx, però la colorització s'ha fet comuna amb l'arribada del processament d'imatges digitals.

## Tècniques històriques

### Colorització a mà
Els primers mètodes de coloració de pel·lícula van ser fets a mà. Per exemple, almenys el 4% de la producció de Georges Méliès, incloent-hi alguns exemple com Le Voyage dans la Lune de 1902 i altres pel·lícules importants com The Kingdom of the Fairies, The Impossible Voyage, i The Barber of Seville van ser acolorides a mà individualment al laboratori de coloració d'Elisabeth Thuillier a París. Thuillier, una antiga colorista de vidre i productes de cel·luloide, va dirigir un estudi de dues-centes persones pintant directament sobre el material de pel·lícula amb pinzells, en els colors que especificava; a cada treballador se li va assignar un color diferent en l'estil de línia de muntatge, amb més de vint colors separats sovint utilitzats per a una sola pel·lícula. El laboratori de Thuillier va produir unes seixanta còpies a mà d'Un viatge a la lluna, però només se’n coneix una còpia. El primer llargmetratge acolorit a mà va ser El miracle de 1912.
El procés sempre es va fer a mà, de vegades utilitzant un estenil tallat d'una segona impressió de la pel·lícula, com el procés de Pathécolor. A finals de la dècada de 1920, els processos de coloració a mà es van utilitzar per a plans individuals a Greed (1924) i The Phantom of the Opera (1925) (tots dos utilitzant el procés de coloració Handschiegl); i rarament, una pel·lícula completa com Cyrano de Bergerac (1925) i The Last Days of Pompeii (1926).
Aquests mètodes de colorització es van emprar fins que es van desenvolupar processos de pel·lícula de color efectius. Durant la dècada de 1960 i principis de 1970, els dibuixos animats Betty Boop, Mickey Mouse i Looney Tunes van ser refets en color. Supervisat per Fred Ladd, el color es va afegir traçant els marcs originals en blanc i negre en noves cel·les d'animació, i després afegint color als nous cel·les a Corea del Sud. Per reduir el temps i la despesa, el procés de Ladd va saltar a qualsevol altre marc, reduint la taxa de fotogrames a la meitat; aquesta tècnica va degradar considerablement la qualitat i el temps de l'animació original, en la mesura que una certa animació no es va dur a terme o es va alterar erròniament. Les caricatures més recents de color blanc i negre són les de Fleischer Studios, les de Harman-Ising Merrie Melodies, i les de MGM The Captain and the Kids, que van ser acolorides el 1987 per emetre a les xarxes Turner. Amb tecnologia informàtica, els estudis van ser capaços d'afegir color a les pel·lícules en blanc i negre per tenyir objectes individuals en cada fotograma de la pel·lícula fins que va ser completament acolorida (les primeres coloracions informàtiques autoritzades de dibuixos animats en blanc i negre van ser encarregades per Warner Bros. el 1990). El procés inicial va ser inventat pel canadenc Wilson Markle i va ser utilitzat per primera vegada el 1970 per afegir color a les imatges monocromàtiques de la lluna de les missions del programa Apollo.

### Coloració digital
La coloració informatitzada va començar en la dècada de 1970 utilitzant la tècnica inventada per Wilson Markle. Aquests primers intents de coloració tenen un tou contrast i un color pla i pàl·lid, però la tecnologia ha millorat de manera constant des de la dècada de 1980.
Per realitzar la coloració digital, s'utilitza una còpia digitalitzada de la millor pel·lícula en blanc i negre disponible. Amb l'ajuda de programari informàtic, els tècnics associen una gamma de nivells de gris a cada objecte i indiquen a l'ordinador qualsevol moviment dels objectes dins d'un tret. El programari també és capaç de detectar variacions en el nivell de llum des del fotograma a fotograma i corregir-lo si cal. El tècnic selecciona un color per a cada objecte basat en colors comuns, com el cel blau, els núvols blancs, els tons de carn, i l'herba verda, i en qualsevol informació sobre els colors utilitzats en la pel·lícula. Si hi ha disponibles pendents o accessoris de publicitat en color, es poden aplicar colors autèntics. En absència d'una millor informació, els tècnics poden triar colors que s'ajustin al nivell gris i són coherents amb el que un director podria haver desitjat per a l'escena. El programari associa una variació del color bàsic amb cada nivell de gris a l'objecte, mentre manté els nivells d'intensitat iguals que en l'original monocrom. El programari llavors segueix cada objecte de marc a marc, aplicant el mateix color fins que l'objecte deixi el marc. A mesura que els nous objectes entren en el marc, el tècnic ha d'associar colors a cada objecte nou de la mateixa manera que es descriu anteriorment. Aquesta tècnica va ser patentada el 1991.
Per a acolorir una imatge quieta, un artista normalment comença dividint la imatge en regions, i després assignant un color a cada regió. Aquest enfocament, també conegut com el mètode de segmentació, és laboriós i requereix molt de temps, especialment en absència d'algorismes totalment automàtics per identificar els límits de la regió difusa o complexa, com els entre el cabell i la cara d'un subjecte. La coloració de les imatges en moviment també requereix compensació de moviment, les regions de seguiment com el moviment es produeix d'un fotograma a un altre.
Diverses empreses afirmen haver produït algoritmes automàtics de seguiment de regions:
- Legend Films descriu la seva tecnologia principal com a reconeixement de patrons i composició de fons que mou i crea màscares de primer pla i fons de marc a marc. En el procés, els fons s'acoloreixen per separat en un sol marc compost que funciona com una base de dades visual d'un tall, i inclou totes les dades de desplaçament en cada moviment de la càmera. Una vegada que les àrees de primer pla estan acolorides, les màscares de fons s'apliquen fotograma a fotograma.
- Timebrush descriu un procés basat en la tecnologia de la xarxa neuronal que produeix colors saturats i esguerrats amb línies clares i sense vessament aparent. El procés és efectiu, ja que es basa en els ordinadors en lloc de l'esforç humà, i és igualment adequat per a la coloració de baix pressupost i la qualitat de l'emissió o la projecció teatral.
- Un equip de l'Escola de Ciències de la Informàtica i l'Enginyeria de la Universitat Hebrea de Jerusalem descriu el seu mètode com un procés interactiu que no requereix una detecció manual precisa de la regió, ni un seguiment precís; es basa en la premissa que els píxels adjacents en l'espai i el temps que tenen nivells de gris similars també haurien de tenir colors similars.
- A la Universitat de Minnesota es va desenvolupar un mètode de propagació del color que utilitza la distància geodèsica.
- Un procés de gran intensitat de mà d'obra emprat per l'artista de colorització de pel·lícules i vídeos del Regne Unit Stuart Humphryes, juntament amb l'empresa de restauració de vídeos SVS Resources, va ser emprat per la BBC el 2013 per al llançament comercial de dues sèries de Doctor Who: el primer episodi de The Mind of Evil i el recentment descobert metratge en blanc i negre en el tall de terror dels Zygons del director. Per a aquests projectes, aproximadament 7.000 fotogrames clau (aproximadament cada 5è fotograma de vídeo PAL) van ser completament acolorits a mà, sense l'ús de màscares, capes o el mètode de segmentació. Aquests van ser utilitzats pels Recursos SVS per interpolar el color a través dels fotogrames circumdants intervenint utilitzant una part de procés manual informatitzat/part.
- El colorant de la fotografia britànic Tom Marshall ha acolorit digitalment diversos temes històrics, incloent l'esclavitud, Holocaust War l'Holocaust, la Primera Guerra Mundial, London London Londres victoriana, i el moviment sufragista.

## Ús de colorització

### Colorització parcial
La primera forma de coloració va introduir un color limitat en una pel·lícula en blanc i negre que utilitza tints, com a efecte visual. Les primeres pel·lícules d'Edison, en particular la seqüència de dansa Annabelle Serpentine, també van ser els primers exemples de coloració, realitzats pintant tints d'anilina sobre l'emulsió.
Al voltant de 1905, Pathé va introduir el Pathéchrome, un procés d'estoscil·lació que requeria tallar una o més màscares per a cada fotograma de la pel·lícula amb l'ajuda d'un pantògraf reductor.
El 1916, el Handschiegl Color Process va ser inventat per la pel·lícula de Cecil B. DeMille Joan the Woman (1917). Un altre exemple primerenc del procés de Handschiegl es pot trobar a Phantom of the Opera (1925), en el qual el personatge de Lon Chaney es pot veure amb una capa de color vermell brillant mentre que la resta de l'escena romania monocrom. L'escena va ser retocada per sèpia, i després el capell va ser pintat de vermell, ja sigui per estenil o per matriu. Després, es va aplicar una solució de sofre a tot excepte a les parts tenyides, convertint la sèpia en to blau. El procés va rebre el nom del seu inventor, Max Handschiegl. Aquest efecte, així com una seqüència de color desapareguda, es van recrear el 1996 per a una restauració de Productions de Photoplay per colorització informàtica (vegeu més endavant).
La coloració parcial també s'ha utilitzat en el metratge filmat en color per millorar els anuncis i la televisió de difusió per facilitar encara més la visió artística del director. Com a exemple, Cerulean Fx va proporcionar colorització parcial per al vídeo musical de Dave Matthews Band The Space Between, així com els vídeos musicals d'Outkast Bombs Over Bagdad i Roses.

### Restauració
Una sèrie de programes de televisió britànics que es van fer en color a principis de la dècada de 1970 van ser esborrats per raons econòmiques, però en alguns casos es van fer tele-enregistraments en blanc i negre per a l'exportació a països que encara no tenien televisió en color. Un exemple és la història de cinc parts de la BBC de Doctor Who The Daemons. Només un episodi va sobreviure en color; la resta només existia com a enregistraments de pel·lícules en blanc i negre. L'únic enregistrament de color conegut va ser un enregistrament de mala qualitat sobre l'aire d'una emissió abreujada als Estats Units. En la dècada de 1990, la BBC va acolorir les còpies en blanc i negre afegint el senyal de color dels enregistraments de l'aire. El resultat va ser considerat un èxit tant per tècnics com per fans. Al març de 2008, es va anunciar que la nova tecnologia, que implica la detecció d'artefactes de color en escanejos d'alta resolució de pel·lícules en blanc i negre, s'utilitzarà per restaurar altres episodis de l'OMS, així com espectacles com Steptoe i Son, on alguns episodis produïts originalment en color només existeixen en blanc i negre. No obstant això, no hi ha plans per utilitzar la coloració en programes de la BBC produïts originalment en blanc i negre, com els episodis de la dècada de 1960 que no tenen informació de color disponible i, per tant, no es poden recuperar utilitzant aquests mètodes.

### Integració
La coloració també s'utilitza de vegades en imatges de material històric en pel·lícules de color. Per exemple, la pel·lícula Thirteen Days utilitza imatges de notícies acolorides de l'època de la crisi de míssils cubans de 1962.
La pel·lícula de colors complet Sky Captain and the World of Tomorrow (2004), que ja va fer un gran ús de conjunts i objectes generats digitalment, va integrar imatges en blanc i negre de la dècada de 1940 de Sir Laurence Olivier en escenes acolorint-lo.
En el seu llargmetratge The Aviator (2005), Martin Scorsese va barrejar sense problemes el metratge acolorit de l'estrena de la pel·lícula Hell's Angels amb el metratge de la recreació de l'estrena. La coloració de Legend Films va ser dissenyada per semblar una pel·lícula normal de tres bandes, però després es va corregir el color per coincidir amb l'aspecte de dues fases de la recreació de l'estrena. També a The Aviator, Scorsese va utilitzar imatges acolorides de Jane Russell de la pel·lícula original en blanc i negre, The Outlaw i escenes de lluita de gossos de Hell's Angels.

## Exemples de colorització, crítiques i controvèrsies

### En l'entreteniment
El 1983, Hal Roach Studios es va convertir en un dels primers estudis a aventurar-se en el negoci de la coloració de pel·lícules informatitzades. Comprant un 50 per cent d'interès en la Colorització de Wilson Markle, Inc., va començar a crear versions de color digital d'algunes de les seves pel·lícules. El Topper de Roach (1937), seguit de Way Out West (1937), es va convertir en la primera pel·lícula en blanc i negre que es va refer en re-estrenar utilitzant el procés de coloració digital, que va provocar controvèrsia. Els defensors del procés van assenyalar que permetria que les pel·lícules en blanc i negre tinguessin noves audiències de persones que no estaven acostumades al format. Els detractors es van queixar (entre altres raons) que el procés era cru i van afirmar que, encara que fos refinat, no tindria en compte les composicions d'il·luminació escollides per a la fotografia en blanc i negre que no serien necessàriament tan efectives en color. Personalitats oposades al procés inclouen Roger Ebert, James Stewart, John Huston, George Lucas i Woody Allen.
Cary Grant es va trobar "molt gung-ho amb el resultat" de la coloració de Topper. El director Frank Capra es va reunir amb Wilson Markle sobre la coloració del clàssic de Nadal Perenne "It's a Wonderful Life", Meet John Doe i Lady for a Day basant-se en l'entusiasme de Grant. El director d'art Brian Holmes va projectar deu minuts de metratge acolorit des de "It's a Wonderful Life to Capra", que va portar a Capra a signar un contracte amb Colorization, Inc. No obstant això, Markle i Holmes van respondre retornant la inversió inicial de Capra, eliminant la seva participació financera, i rebutjant obertament permetre al director exercir el control artístic sobre la coloració de les seves pel·lícules, portant a Capra a unir-se a la campanya contra el procés.
En un episodi del 27 de desembre de 1989 de The Tonight Show, l'actor Jimmy Stewart va criticar els esforços per a acolorir les velles pel·lícules en blanc i negre, incloent-hi It's a Wonderful Life.
El 1986, els crítics de cinema Gene Siskel i Roger Ebert van fer un episodi especial de Siskel&Ebert, en el qual es va referir a la coloració com a "Nou Vandalisme de Hollywood". Siskel va explicar com les xarxes eren incapaces de mostrar pel·lícules clàssiques en blanc i negre en temps de primer ordre llevat que l'oferissin en color. "Detenir gent que esprai cotxes de metro, tancar gent que ataca pintures i escultures en museus, i afegir color a pel·lícules en blanc i negre, encara que només sigui a la cinta mostrada a la televisió o venuda en botigues, és vandalisme, però." Roger Ebert va afegir: "Què hi havia tan malament en les pel·lícules en blanc i negre en primer lloc? En filmar en blanc i negre, les pel·lícules de vegades poden ser més somiadores, elegants i estilitzades i misterioses. Poden afegir una dimensió addicional a la realitat, mentre que el color de vegades només proporciona informació innecessària addicional."
Ted Turner va ser una vegada un defensor agressiu d'aquest procés, mitjançant l'ús de la firma de San Diego American Film Technologies. Quan va dir als membres de la premsa el juliol de 1988 que estava considerant acolorir Citizen Kane. Els comentaris de Turner van portar a una protesta pública immediata. El gener de 1989 Associated Press va informar que dues empreses estaven produint proves de color de Citizen Kane per Turner Entertainment. Les crítiques van augmentar amb l'informe de l'AP que el cineasta Henry Jaglom recordava que poc abans de la seva mort Orson Welles l'havia implorat per protegir Kane de ser acolorit.

El 14 de febrer de 1989, el president de Turner Entertainment, Roger Mayer, va anunciar que s'havia aturat el treball per a acolorir Citizen Kane:
Els nostres advocats van examinar el contracte entre RKO Pictures Inc. i Orson Welles i la seva productora, Mercury Productions Inc., i, sobre la base de la seva revisió, hem decidit no procedir amb la coloració de la pel·lícula. ... Mentre que una prova judicial podria defensar el nostre dret legal a acolorir la pel·lícula, les disposicions del contracte podrien ser llegides per prohibir la coloració sense permís de la finca Welles.
Un minut del metratge de prova acolorit de Citizen Kane va ser inclòs en un documental especial Arena, The Complete Citizen Kane, produït per la BBC el 1991.
L'oposició de John Huston a la colorització del seu treball va portar a un cas legal francès de tres anys després de la seva mort, provocat per una versió acolorida de The Asphalt Jungle. La seva filla Anjelica Huston va utilitzar amb èxit la llei francesa de drets d'autor per establir un precedent vinculant el 1991 que evita la distribució o difusió a França de qualsevol versió acolorida d'una pel·lícula contra els desitjos del creador original o els seus hereus. La principal reacció legislativa als Estats Units va ser la Llei Nacional de Preservació de Cinema de 1988, que prohibeix a qualsevol persona distribuir o exhibir al públic una pel·lícula que s'ha alterat materialment, o una pel·lícula en blanc i negre que s'ha acolorit i s'inclou al Registre, llevat que aquestes pel·lícules estiguin etiquetades divulgant informació específica. Aquesta llei també va crear el Registre Nacional de Cinema.
A causa de l'alt cost del procés, Turner Entertainment va deixar d'acolorir els títols. Amb l'arribada de la tecnologia de DVD, la noció de coloració va tornar a guanyar premsa. Com que el format de DVD era més versàtil, els estudis podien oferir als espectadors l'opció de triar entre ambdues versions sense canviar els discs, i per tant, el llançament de títols acolorits una vegada més semblava rendible. Algunes empreses van tornar a llançar les versions acolorides més antigues de la dècada de 1980, un exemple d'això és el conjunt de caixa Laurel i Hardy que es va llançar al Regne Unit.
Altres estudis, com Sony Entertainment, van encarregar als West Wing Studios que acolorissin diverses pel·lícules de Three Stooges per al llançament en DVD. L'estudi va tenir accés als accessos originals dels estudis Columbia i els conjunts per a prestar autenticitat a les versions acolorides.
Tant la restauració de la pel·lícula com la televisió i la coloració són produïdes per la companyia Legend Films. El seu procés automatitzat patentat es va utilitzar per acolorir al voltant de 100 pel·lícules entre 2003 i 2009. Shirley Temple, Jane Russell, Terry Moore i Ray Harryhausen han treballat amb la companyia per a acolorir les seves pròpies pel·lícules o les seves favorites. Dues pel·lícules per les quals destaquen Legend Films són la coloració de la pel·lícula Reefer Madness, per la qual es van utilitzar certs esquemes de color per crear un efecte psicodèlic en els seus espectadors, i el Plan 9 from Outer Space (2007). Legend Films va acolorir It's a Wonderful Life per Paramount Pictures (la filial de la qual, Republic Pictures, havia recuperat el control dels drets d'autor en la dècada de 1990) i Holiday Inn el 2008 per al titular dels drets Universal Pictures.
El 2004, una pel·lícula índia clàssica, Mughal-e-Azam, va ser acolorida per al llançament teatral a tot el món per l'Acadèmia Índia d'Arts i Animació (IAAA) en associació amb Sankranti Creations. Des de 2013, Livepixel Technologies, fundada per Rajeev Dwivedi, ha estat l'únic jugador en el negoci de colorització de pel·lícules i gairebé ha completat més de 100 títols relacionats amb la Guerra Mundial.
El 2005, Sony Pictures Home Entertainment va llançar la primera temporada de Bewitched en DVD. Com que la primera temporada es va produir en blanc i negre, Sony va llançar dues versions del conjunt: una amb els episodis com a emissió original i una segona amb els episodis acolorits. Un any més tard, la segona temporada de Bewitched i la primera temporada d'I Dream of Jeannie, un altre espectacle propietat de Sony, es van publicar de la mateixa manera. Aquests llançaments van ser acolorits per Dynacs Digital Studios, una empresa amb base a Florida amb estudis de coloració i animació de pel·lícules a Patna, Índia.
La CBS ha acolorit una sèrie d'episodis de I Love Lucy, The Andy Griffith Show i The Dick Van Dyke Show en la dècada de 2010, que estan programats per emetre's els divendres a la nit en períodes de vacances.
La coloració també s'ha utilitzat per restaurar escenes de pel·lícules de color que es van tallar del producte acabat però es van preservar en blanc i negre. El 2018, l'escena de tancament de la pel·lícula de 1978 Grease (en la qual els personatges principals es besen) es va afegir al llançament del 40è aniversari de la pel·lícula. Un desafiament que encara enfronta la coloració és el fet que la pel·lícula acolorida en blanc i negre no pot coincidir amb la pel·lícula filmada originalment en color; Randal Kleiser, el director de Grease, volia editar l'escena de nou a la pel·lícula, però va trobar que els colors entre les escenes no coincidien prou bé per fer-ho. Kleiser és optimista que la tecnologia de coloració serà prou avançada per igualar el color real en 2028, quan Grease arribi al seu 50è aniversari.

### En el documental
La coloració s'utilitza de vegades en programes documentals. El programa de televisió The Beatles Anthology (1995) va acolorir algunes imatges de la banda, com ara l'actuació de "All You Need Is Love" de l'especial de TV Our World (1967). En el documental, aquesta escena comença en el seu original blanc i negre abans de dissoldre's en un color psicodèlic aparentment realista. El disseny del color es basava en fotografies de color preses al mateix temps que l'especial es va rodar.
La sèrie documental World War 1 en color (2003) es va emetre per televisió i es va publicar en DVD el 2005. Anteriorment hi havia hagut documentals de color sobre la Segona Guerra Mundial que utilitzaven metratge de color real, però com que la pel·lícula de color real no era pràctica en el moment de la Primera Guerra Mundial, la sèrie consisteix en metratge acolorit (i fotografies). Diversos documentals del AHC presenten imatges de guerra acolorides de la Segona Guerra Mundial i la Guerra de Corea.
El Torneig de Masters de 1960, originalment retransmès en blanc i negre i gravat en cinescopi, va ser acolorit per Legend Films pel documental Jim Nantz Remembers. Aquesta va ser la primera vegada que un esdeveniment esportiu important havia estat retransmès utilitzant la coloració.
En el documental aclamat de Peter Jackson de 2018, They Shall Not Grow Old, metratge en blanc i negre de les trinxeres de la Primera Guerra Mundial va ser acolorit.
El Millor Partit de la Història, el Campionat de la NFL de 1958 entre els Baltimore Colts i els New York Giants, va ser acolorit per Legend Films per ESPN per a un especial de retransmissió esportiva el desembre de 2008.